# Nederlandse Vereniging voor Vlaggenkunde

Vlag van de Nederlandse Vereniging voor Vlaggenkunde

De Nederlandse Vereniging voor Vlaggenkunde (afgekort NVvV) is een vereniging die zich bezighoudt met vexillologie. De in 1966 opgerichte organisatie is de oudste vereniging op dit gebied ter wereld. Een van de oprichters was de vlaggenkundige Kl. Sierksma. De doelstelling van de NVvV is:
De kennis te vergroten omtrent alle facetten van vlaggen, vaandels en wimpels en het gebruik (en misbruik) ervan.
Het interessegebied omvat alle soorten van vlaggen, vaandels, standaarden, enz., zowel de door officiële instanties gevoerde als particuliere vlaggen en alles wat met vlaggen samenhangt, zoals vlagprotocollen. Er is een bibliotheek waarin documentatie hierover wordt bewaard, die door de leden kan worden geraadpleegd.
De organisatie is medeoprichter van de Fédération Internationale des Associations Vexillologiques (FIAV), de overkoepelende wereldorganisatie van vlaggenkundige verenigingen en instellingen, en verzorgde in 2013 in Rotterdam het tweejaarlijks congres van de FIAV.

## Publicaties
De NVvV geeft een tijdschrift uit met daarin achtergronden van en resultaten van onderzoeken naar vlaggen. De naam van dit tijdschrift is  Vlag!; voor 2008 was de naam Vexilla Nostra.